# Dryobota labecula
Dryobota labecula är en fjärilsart som beskrevs av Eugen Johann Christoph Esper 1788. Dryobota labecula ingår i släktet Dryobota och familjen nattflyn. Inga underarter finns listade i Catalogue of Life.